# Tocaima
Tocaima – miasto w Kolumbii, w departamencie Cundinamarca.